# Liste des ducs de Joyeuse
Joyeuse est une ville située, sous l'Ancien Régime, dans le Vivarais (diocèse de Viviers), frontière de Languedoc et de Gévaudan.
En 1581, Henri III, roi de France élève au titre de duc et pair de France Anne (ou Annet) de Joyeuse.

## Historique
Les terres et seigneurie de Joyeuse étaient une baronnie, dont Randone/Vierne d'Anduze devint héritière en 1248, du chef de sa mère Vierne de Luc, et après la mort de son frère Bernard d'Anduze. Elle avait épousé Guigon/Guy II de Châteauneuf, fils de Guy Ier et petit-fils de Guillaume II.
Sa postérité, de laquelle sont sortis un cardinal, archevêque de Narbonne, puis de Toulouse, trois maréchaux, un amiral, un grand louvetier de France, trois ducs et pairs, et quatre chevaliers de l'ordre du Saint-Esprit, prit le surnom « de Joyeuse ».
Guigon fut un aïeul de Louis II, baron de Joyeuse, en faveur duquel cette baronnie fut érigée en vicomté, en juillet 1432.

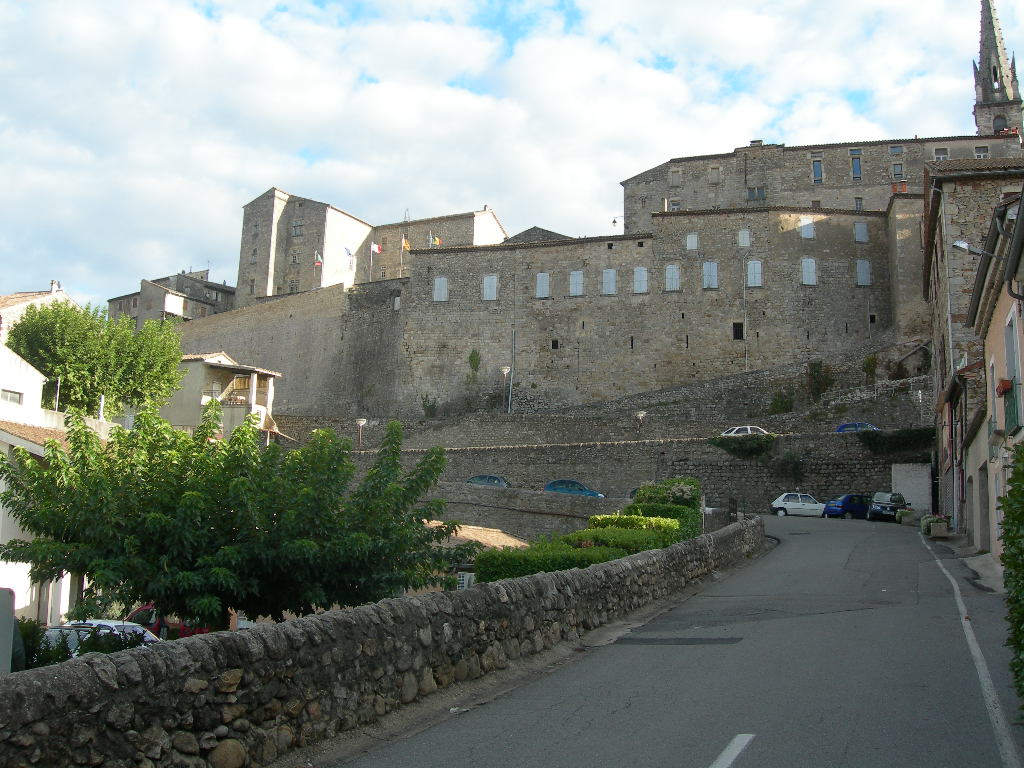
Le Château de Joyeuse.

La vicomté fut érigée (à partir des territoires de la vicomté de Joyeuse, des seigneuries de Balbiac, Rosières, Lablachère, Labeaume, Saint-Alban, Saint-André, Saint-Sauveur, etc.) en duché-pairie en 1581 (lettres d'août 1581, enregistrées le 7 septembre suivant) par Henri III, roi de France, en faveur de son favori, l'archimignon Anne de Joyeuse, auquel succédèrent ses frères Scipion, François et Henri.
Celui-ci, qui se fit capucin après la mort de sa femme, eut pour fille unique Henriette-Catherine, duchesse de Joyeuse, qui porta ce duché à Charles Ier de Lorraine, duc de Guise.
François-Joseph de Lorraine, duc d'Alençon, de Guise et de Joyeuse, pair de France, petit-fils d'Henriette-Catherine, duchesse de Joyeuse, mourut sans postérité, le 16 mars 1675, et cette pairie fut éteinte et réduite à son premier état de vicomté. 
Les terres qui composaient ce duché, ayant été acquises par Louis II de Melun, prince d'Épinoy, le titre de duché fut relevé en sa faveur, « et pour ses enfants mâles, en loyal mariage », par lettres d'octobre 1714, enregistrées le 18 décembre suivant. Par sa mort arrivée en 1724, ce duché est passé à Charles de Rohan, prince de Soubise.

## Maison de Joyeuse
- 1581-1587 : Anne de Joyeuse (1560-1587), fils de Guillaume de Joyeuse et de Marie de Batarnay,
marié en 1581 à Marguerite de Lorraine-Vaudémont (1564-1625) ;
- 1587-1590 : Antoine Scipion de Joyeuse (1565-1592), frère du précédent ;
- 1590-1608 : Henri de Joyeuse (1563-1608), frère du précédent,
marié en 1581 à Catherine de Nogaret de la Valette (1566-1587) ;
- 1608-1647 : Henriette-Catherine de Joyeuse (1585-1656), fille d'Henri de Joyeuse,
mariée en premières noces en 1597 à Henri de Bourbon (1573-1608), duc de Montpensier,
mariée en secondes noces en 1611 à Charles Ier (1571-1640), duc de Guise.

Henriette Catherine donna Joyeuse à son fils Louis de Guise dès 1647, le duché passant alors dans la Maison de Lorraine-Guise.

## Maison de Guise
- 1647-1654 : Louis de Lorraine-Guise (1622-1654), duc de Joyeuse, fils de la précédente,
marié à 1649 Marie-Françoise de Valois-Angoulême (1631-1696), duchesse d'Angoulême ;
- 1654-1671 : Louis Joseph (1650-1671), duc de Guise et de Joyeuse, fils du précédent,
marié à 1667 Élisabeth-Marguerite d'Orléans (1646-1696) ;
- 1671-1675 : François Joseph (1670-1675), duc de Guise et de Joyeuse, fils du précédent ;
- 1675-1688 : Marie (1615-1688), duchesse de Guise, princesse de Joinville, fille de Charles Ier de Guise et d'Henriette Catherine de Joyeuse, grand-tante du précédent.

Sans héritiers directs, Marie de Guise lègue Joyeuse à son cousin Charles François de Lorraine-Elbeuf (de la Maison de Guise).

### Branche d'Elbeuf
- 1688-1690 : Charles François de Lorraine-Elbeuf (1661-1702), prince de Commercy, petit-fils de Charles II d'Elbeuf et cousin de la précédente ;
- 1690-1693 : le duché est confisqué par le roi Louis XIV, Charles François étant passé au service de l'empereur Léopold. Il est ensuite rendu au frère de Charles François, Jean François Paul ;
- 1693-1693 : Jean François Paul de Lorraine-Elbeuf (1672-1693), prince de Lillebonne, frère du précédent, sans postérité ;
- 1693-1694 : François Marie de Lorraine-Elbeuf (1624-1694), prince de Lillebonne, duc de Joyeuse, père des précédents, et fils cadet de Charles II, duc d'Elbeuf ;
- 1694-1714 : Anne de Lorraine (1639-1720), épouse du précédent, fille de Charles IV, duc de Lorraine.

Le duché est transmis au petit-fils des précédents, Louis II de Melun, par leur fille Élisabeth-Thérèse.

## Maison de Melun
- 1714-1724 : Louis II de Melun (1694-1724), prince d'Épinoy, baron d'Antoing, comte de St-Pol, puis duc de Joyeuse, fils de Louis Ier de Melun, prince d'Épinoy et baron d'Antoing, et de Élisabeth-Thérèse de Lorraine-Elbeuf (1664-1748), fille des précédents
marié à Armande, fille de Emmanuel-Théodose de la Tour d'Auvergne, duc de Bouillon, sans postérité.

À sa mort, la terre de Joyeuse passa par héritage aux deux enfants de Madame de Rohan, princesse de Soubise, sa sœur : 
- Marie-Louise de Rohan-Soubise, comtesse de Marsan, veuve de Gaston-Jean-Baptiste-Charles de Lorraine, gouvernante des enfants de France ;
- Charles de Rohan, prince de Soubise, qui, en 1767, céda tous ses droits sur les biens de l'ancien duché à sa sœur, qui en devint ainsi l'unique propriétaire et les revendit en détail à diverses personnes au cours des années 1786 et 1787.

La famille de Vogüé, en l'occurrence Cerice de Vogüé (1732-1812), fit alors l'acquisition  du château en 1788.